# アバグ旗
アバグ旗（アバグき、モンゴル語：ᠠᠪᠠᠭ᠎ᠠ
ᠬᠣᠰᠢᠭᠤ　転写：Abaɣ-a qosiɣu）は、中華人民共和国内モンゴル自治区シリンゴル盟に位置する旗。地方政府は別力古台鎮にある。蒙古文語ではアバガ旗と読む。人口は約4.5万人、そのうちモンゴル族は55.1%を占める。

## 地理
アバグ旗はシリンゴル盟中北部に位置し、北はモンゴル国と国境を接し、国境線は175キロメートルである。北部は丘陵部により構成され、管轄区域の大部分は草原により構成される。

## 歴史
1949年、アバグ右翼旗とアバハノール右翼旗が合併し西部聯合旗、アバガ左翼、アバガノール左翼旗、ホチト左翼旗が合併し中部聯合旗が成立した。1952年5月26日、内モンゴル人民政府は中部西部聯合旗の合併を承認、西部聯合旗と称し旗人民政府をハンバイン・ソム（罕布音廟）に設置した。1956年7月3日、国務院は西部聯合旗をアバグ旗と改称した。

## 産業
2019年の産業構成では、一次産業が27%、二次産業が32%、三次産業が41%であった。

### 鉱業
様々な天然資源が豊富で、主な鉱物は、石炭、オイルシェール、鉄、石油、ニッケル、タングステン、蛍石、石灰岩、石膏、リン、芒硝、水晶などである。地中から浅いが埋蔵量が多く、高品位であるという特徴がある。2012年には石炭の総埋蔵量は約200億トン、石灰石の埋蔵量は約5億6000万トン、タングステン鉱石の埋蔵量は約700トン、鉄鉱石の埋蔵量は約7815万トンと確認されている。

### エネルギー
風量の多い日は年間80%以上を占め、輝騰梁と別里古台に著名な風力発電所がある。

### 農畜産業
雨量が乏しいため農耕に適さず、主産業は草地を利用した牧畜業である。肉類総生産量は約3万トン、生乳生産は2.9万トン。
1997年以降森林伐採による砂漠化が深刻となっており、1999年から2000年には大干害により地域内の8割以上が被害を受けた。その他、砂嵐にも苦しめられている。

## 行政区画
3バルガス（鎮）、4ソム（蘇木）を管轄
- バルガス（鎮）
  - ベルグティー・バルガス（別力古台鎮）
  - ホンゴルゴル・バルガス（洪格爾高勒鎮）
  - チャガーンノール・バルガス（査干淖爾鎮）
- ソム（蘇木）
  - ナランボラグ・ソム（那仁宝拉格蘇木）
  - イフゴル・ソム（伊和高勒蘇木）
  - ジャルガラント・ソム（吉爾嘎郎図蘇木）
  - バイントグ・ソム（巴彦図嘎蘇木）
- その他：マニト（瑪尼図）炭鉱、71個の牧業ガチャー（嘎査、村民委員会）、4個の社区